# Шивлінг
Шивлінг (гінді शिवलिंग,  Śivaliṅga IAST) — гора у західних Гімалаях, біля язика льодовика Ґанґотрі. Розташована в північному індійському штаті Уттаракханд, в 6 км (4 милях) на південь від індуїстської святині Гаумукх (витік річки Бхагіратхі). Її назва пов'язана зі священним символом Бога Шиви — шивалінгамом. Європейці спочатку називали гору Маттергорн через її подібність з цією альпійською вершиною. Не відрізняючись особливою висотою серед інших гімалайських вершин, ця скеляста гора є важкодоступною метою для альпіністів.

## Опис і розташування
Гора Шивлінг знаходиться на захід від льодовика Ґанґотрі, навпроти триголового гірського масиву Бхагіратхі. Вона розташована в бічному відгалуженні хребта, що утворює південно-західну сторону ложа льодовика Ганготрі. У цьому ж хребті знаходяться такі вершини як Бхрігупантх (англ. Bhrigupanth), Тхалай Сагар (англ. Thalay Sagar) і Меру (англ. Meru).
Іноді, Шивлінг називають Mahadeo Ka Linga або Махадев ка лінга  (Mahadev Ka Linga). Удавана одновершинною, гора має дві вершини — північно-східну і південно-західну. Південно-західна вершина трохи нижча і має висоту 6501 м. Між нижнім кінцем льодовика Ганготрі і горою Шивалінг знаходиться місцевість Тапован , що є місцем паломництва індуїстів.
З усіх боків Шивлінг являє собою важкодоступну вершину, оточену прямовисними скельними стінами. Лише на західному схилі є невеликий ухил, на якому накопичується сніг.

## Історія сходжень
Вперше верхів'я льодовика Ганготрі були досліджені в 1933 р. британською експедицією. У 1938 р. німецька експедиція під керівництвом Р. Шварценгрубера (нім. R. Schwarzengruber) зробила ряд сходжень на вершини неподалік від Шивлінга і провела рекогносцировку самої гори. У звіті експедиції значилося, що доступні маршрути сходження на гору відсутні через велику крутизну схилів і можливі льодові обвали.
Перше сходження на вершину відбулося 3 червня 1974 р. по західному схилу. Сходження було здійснено командою індійсько-тибетської прикордонної служби під керівництвом Хукама Сінгха (англ. Hukam Singh).
З часу першого сходження на Шивлінг було здійснено близько 10 сходжень. Були пройдені всі гребені гори і більшість схилів. Однак сходження на Шивлінг і донині вважається складним завданням.

### Путівники і карти
- U. und E. Neummann: Abenteuer Trekking: Indischer Himalaya — Ladakh, Garhwal, Sikkim. Bruckmann Verlag. München.
- Jan Babicz: Peaks and Passes of the Garhwal Himalaya. Alpinistyczny Klub Eksploracyjny.
- Northern India. 1:1 500 000, Nelles Verlag
- Garhwal West/Garhwal West. 1:150 000, schweizerische Stiftung für alpine Forschung (SSAF)

### Подальше читання
- Rollo Steffens: Traumberg Shivling. Artikel in Alpin — Das Bergweltmagazin, Seite 102—107. Ausgabe Nr. 11, November 2000. Olympia Verlag.
- Ed Douglas: Shivling. Artikel in World Mountaineering (Audrey Selkeld, Editor). Bulfinch Press 1998. ISBN 0-8212-2502-2, S. 258—261.
- Andy Fanshawe und Stephen Venables: Himalaya — Magic Lines. Bergverlag Rother, München 1996. ISBN 3763370420.

## Ресурси Інтернету
- Вікісховище має мультимедійні дані за темою: Шивлінг

## Виноски
1. ↑  H. Adams Carter, «Classification of the Himalaya», American Alpine Journal, 1985, p. 140.
2. ↑  Ed Douglas, «Shivling», in World Mountaineering (Audrey Salkeld, editor), Bulfinch Press, 1998, ISBN 0-8212-2502-2, pp. 258—261.
3. ↑  Andy Fanshawe and Stephen Venables, Himalaya Alpine-Style, Hodder and Stoughton, 1995, ISBN 0-340-64931-3, pp. 99-102.